# Pico del Jaraguá
El pico del Jaraguá o Pico do Jaraguá en portugués es el punto más alto del municipio de São Paulo, elevándose a una altitud de 1135 metros. Se sitúa al oeste de la serra da Cantareira. Alrededor de la montaña fue creado el Parque Estadual do Jaraguá, para la conservación de esta área.
Se puede acceder a su cumbre por medio de una vía asfaltada (Estrada Turística do Jaraguá) y a través del sendero do Pai Zé (1450 metros de extensión). En la cima, hay dos grandes antenas, de las cuales una es de televisión (compartida entre la TV Globo São Paulo y la TV Bandeirantes São Paulo), además de otras instalaciones y espacios destinados a estacionamiento de vehículos.
Al llegar a la cumbre se observa una visión principalmente de la parte oeste de la Región Metropolitana de São Paulo, así como de las numerosas autopistas que rodean la ciudad. Junto a la antena de televisión existe una gran escalinata que permite subir a la parte superior de la cima, flanqueada por un funicular que se destina al transporte de personas y materiales para el mantenimiento de la antena.

## Historia
Las primeras noticias que se tienen del lugar son del establecimiento de un portugués llamado Alfonso Sardinha, bandeirante, cazador de indios, traficante, que descubrió vestigios de oro en la aguas del riacho Itaí, alrededor de 1580. Mientras tanto, como los indios dominaban la región, se tiene noticia de numerosos encuentros militares con ellos. 
En 1946 el Ayuntamiento de São Paulo transformó el pico del Jaraguá en un ponto turístico de la ciudad. En 1961 se creó el Parque Estadual do Jaraguá en el que los visitantes pueden conocer los lavaderos de oro junto a las ruinas del caserón de Alfonso Sardinha. En 1994, el parque falló en la admisión como Patrimonio de la Humanidad por la Unesco, pero quedó integrado en la Zona Núcleo del cinturón verde de la ciudad, y fue elevado a reserva de la Biosfera. 
Aun hoy en día existe a la entrada del parque una aldea formada por los descendientes de las tribus indígenas que viven en el lugar, aunque están en un estado bastante lastimoso.

## Sendas
El parque cuenta con varios caminos, como el sendero del Pai Zé (o padre José), que entre la mata atlántica lleva hasta la cumbre, el sendero da Bica y el sendero del silencio (estos fueron abiertos para que los grupos de tercera edad y las personas con discapacidad pudiesen acceder y pasear).
Existe una carretera asfaltada (Estrada Turística do Jaraguá), que lleva al pico con una extensión de 5356 metros de longitud, y que comienza en la rodovia Anhanguera, terminando en la cima.

## Ubicación
El pico del Jaraguá se encuentra en la Estrada Turística do Jaraguá, a la que se llega desde Via Anhanguera en el km 14.